# 廷贝亨研究所
丁伯根研究所（廷贝亨研究所）（ Tinbergen Institute, 简称TI）是以第一届诺贝尔经济学奖得主扬·廷贝亨的名字命名的经济学金融学研究所。该所由阿姆斯特丹自由大学、 阿姆斯特丹大学和鹿特丹伊拉斯谟大学的经济系与金融系于1987年联合创立。

## 历史
该所的研究生院是一所欧洲顶级的集经济，计量，金融的研究机构。按照所属研究员的研究发表来排名，该所位于世界前20。该研究生院主要负责为上述三所大学培养经济学[研究型硕士（mphil），分为两个方向：经济方向和金融方向。
丁伯根研究所拥有来自三所参与大学的 200 多名研究员和约 190 名博士生。根据 IDEAS/RePEc全球金融经济学和金融学系排名，丁伯根学院排名第二。 根据 IDEAS/RePEc世界顶级经济机构排名，它排名第 127 位。根据2016-2020年蒂尔堡大学经济学院研究贡献排名，丁伯根学院联合运营的三所大学均跻身全球经济学院前100名，其中阿姆斯特丹自由大学排名全球第39位，紧随其后的是排名全球第 42 位的 鹿特丹伊拉斯谟大学和排名全球第 48 位的阿姆斯特丹大学。截至2020年和2021年上海经济学全球学科排名，鹿特丹伊拉斯谟大学位列世界第34-35位，阿姆斯特丹自由大学第45位，阿姆斯特丹大学第51-75位
该所的校友供职于世界各地的大学（香港大学商学院，纽约大学商学院，新加坡国立大学商学院）、政府(瑞典中央银行，荷兰中央银行)、国际组织（IMF，欧洲央行，美联储）和跨国公司（瑞银集团，ING等）。

## 馆长
- 1986–1992 : Bernard van Praag
- 1992–1998 : Herman K. van Dijk
- 1998–2004 : Coen Teulings
- 2004–2008 : Maarten Janssen
- 2008-2010 : Herman K. van Dijk
- 2010-2016 :  Bauke Visser
- 2016-2023: Eric Bartelsman
- 2023-present: Bas van der Klaauw